# Дювальеризм
Дювальеризм (фр. Duvaliérisme) — политический режим Гаити при правлении династии Дювалье, его идеология и социально-культурные особенности. Характеризовался репрессивной авторитарно-популистской диктатурой, чёрным расизмом, воинствующим антикоммунизмом и в значительной степени вудуистским мистицизмом. Диктатура семейства Дювалье опиралась на военизированную милицию тонтон-макутов. Термин обозначает также гаитянские правые силы, связанные с режимом 1957—1986 годов, ориентированные на его наследие, и методы управления, используемые некоторыми должностными лицами Гаити.

## Дювалье-старший: основы
Франсуа Дювалье был избран президентом Гаити в октябре 1957 года. Он установил режим диктатуры, террора и культа личности. Оппозиция физически уничтожалась, недовольство жестоко преследовалось. Важнейшей опорой режима стали «эскадроны смерти». Новую элиту составили лично преданные Дювалье силовики, в первую очередь тонтон-макуты, наделённые правом убийств и грабежей. В то же время Папа Док обладал довольно широкой популярностью.

Дювальеризм опирался не только на террор. Это была идеология и система авторитарного, но радикального популизма с чёрнорасистским уклоном. Воинствующий антикоммунизм «папы Дока» не мешал ему выступать под лозунгами революции и социальной справедливости для негритянских масс. Он был весьма популярен среди чёрной бедноты, которой позволили свести счёты с шибко умными и шибко богатыми мулатами. Пафосная демагогия встречала искренний отклик. Узаконенный беспредел многим раскрыл небывалые прежде перспективы.

Несмотря на яростный антикоммунизм, Дювалье сравнивал себя не только с де Голлем, но и с Лениным. В этом выражалась ориентация на масштабные общественные преобразования. К началу 1970-х социальная структура Гаити претерпела заметные изменения.
Термин Le duvaliérisme вошёл в политический обиход Гаити с первых лет правления Папы Дока. В частности, он употреблялся в ритуалах изъявления преданности диктатору и его супруге Симоне Мари Жанне Овиде-Дювалье.

## Дювалье-младший: зигзаги
После кончины Франсуа Дювалье в апреле 1971 года пост президента Гаити занял (в соответствии с результатами безальтернативного референдума) его сын Жан-Клод Дювалье. Первоначальные заявления и некоторые действия нового президента создавали впечатление определённой либерализации режима.
Бэби Док объявил, что «политическая революция», совершённая его отцом, выполнила свои задачи и на повестке дня стоит «революция экономическая» — развитие страны и повышение уровня жизни. Были освобождены некоторые политзаключённые. Была создана президентская гвардия Леопарды, получавшая американскую военную подготовку, повысилась роль регулярной армии. Это ограничило бесконтрольное ранее насилие тонтон-макутов.
Заметным отступлением от принципов дювальеризма стала женитьба президента на мулатке Мишель Беннетт, представительнице потомственной аристократии, против которой была заострена политика Папы Дока. Тесть Бэби Дока являлся крупным предпринимателем. Таким образом, этот брак означал сближение государственной власти с бизнесом, который при Дювалье-старшем постоянно подвергался рэкету со стороны тонтон-макутов.
Такие тенденции в политике Жана-Клода Дювалье сталкивались с жёсткой оппозицией ортодоксальных дювальеристов. Во главе этой группы стояли Симона Дювалье, получившая титул Хранительница дювальеристской революции, и командующий тонтон-макутами Люкнер Камбронн. Конфликты принимали столь острые формы, что мать президента была фактически выслана из Гаити, а Камбронн отправлен в отставку и вынужден эмигрировать.
Политика Бэби Дока производила впечатление зигзагов между различными социальными группами. Заметно возросла коррупция, правительство открыто обвинялось в управленческой некомпетентности. Однако в целом Жан-Клод Дювалье продолжал курс своего отца. Период его правления не отделяется от 29-летней эпохи дювальеризма.

## После Дювалье
В феврале 1986 года массовые протесты, фактически поддержанные гаитянским генералитетом и администрацией США, вынудили Жан-Клода Дювалье оставить президентский пост и покинуть Гаити. Страна вошла в длительный период политических потрясений.
Левые силы Гаити, категорически отвергающие дювальеризм, группировались вокруг Жана-Бертрана Аристида, Рене Преваля и их сподвижников. Правые — вокруг армейского и полицейского командования, парамилитарных формирований и политических организаций, восходящих к прежнему режиму.
Своеобразным «дювальеристским реваншем» явился сентябрьский переворот 1991 года, когда военная хунта генерала Седраса отстранила от власти президента Аристида. Силовая опора хунты — организация Frappe — причислялась к неофашистским и расценивалась как «клон тонтон-макутов». Её лидеры — Эммануэль Констан, Луи-Жодель Шамблен, Мишель Франсуа — служили в госаппарате и силовых структурах времён Дювалье.
В меньшей степени, но достаточно заметно ориентировались на дювальеризм участники восстания 2004 года, вторично свергнувшего Аристида. Жан-Клод Дювалье нашёл немало сторонников при своём возвращении на Гаити в 2011 году. Дювальеристские симпатии просматривались в политических выступлениях президента Гаити Мишеля Мартейи.